# La Rivière-Saint-Sauveur
 La Rivière-Saint-Sauveur  es una población y comuna francesa, situada en la región de Baja Normandía, departamento de Calvados, en el distrito de Lisieux y cantón de Honfleur.

## Demografía
| 1307 | 1363 | 1395 | 1515 | 1584 | 1578 |
| Para los censos de 1962 a 1999 la población legal corresponde a la población sin duplicidades (Fuente: INSEE [Consultar]) |      |      |      |      |      |